# Salvatore Lauro
Salvatore Lauro (Ischia, 8 febbraio 1951) è un politico e armatore italiano.

## Biografia
Diplomato capitano di lungo corso. È cugino di primo grado di Lilli Lauro, consigliere comunale di Genova dal 2007 e regionale dal 2015, e figlio dell'armatore Agostino Lauro.

### Attività politica
il 21 aprile 1996 è stato eletto al Senato nelle file di Forza Italia nel collegio di Napoli 5 (Pozzuoli, Bacoli, Quarto (Italia), Marano, Monte di Procida, Ischia e Procida). 
Nella XIII Legislatura ha ricoperto il ruolo di capogruppo di Forza Italia nella Commissione Bicamerale per le Questioni Regionali e di capogruppo di FI della Commissione Lavoro del Senato.
È stato poi rieletto senatore nel maggio 2001 (XIV Legislatura) con la Casa delle libertà. Nella XIV legislatura ha fatto parte della Commissione permanente Industria, commercio, turismo e della Commissione parlamentare per le questioni regionali. È stato inoltre membro della Commissione Mitrochin.
Dal 31 dicembre 2004 è iscritto al Gruppo misto. Resta in parlamento fino al 2006.

### Attività imprenditoriale
Azionista della società navale di famiglia Alilauro, un gruppo che conta aziende tra le quali Alicost e Capitan Morgan.
Nel 2011 fonda la prima rete d'imprese dedicata al settore turistico ed asseverata dalla Confindustria, denominata "Arcipelago Rete d'Impresa per il turismo".
È membro del Consiglio di Confitarma, presidente onorario della "Città del Sapere", presidente e fondatore di "Napoli Europea", associazione per la tutela, valorizzazione e promozione dei beni di interesse artistico, storico e paesaggistico e del patrimonio culturale di Napoli.
Nell'ottobre 2011 tramite la "Compagnia delle Isole Spa", società controllata dalla sua "Mediterranea Holding", e partecipata al 30,33% dalla Regione Siciliana si aggiudica la gara per la privatizzazione di Siremar. Nell'accordo viene previsto che la società riceverà convenzioni statali, per le rotte di servizio pubblico, pari a 55,6 milioni l'anno per 12 anni.. Nel gennaio 2015 assume la carica di presidente di Siremar-Compagnia delle isole
Poco dopo i giudici del Tar del Lazio però hanno accolto i ricorsi presentati dalla “Società di navigazione siciliana Spa” azzerando l'aggiudicazione a Compagnia delle Isole, in quanto basata ”su un illegittimo aiuto di Stato consistente nel rilascio di una contro-garanzia bancaria da parte della Regione siciliana”., a cui Lauro cede la società l'11 aprile 2016.
Nel gennaio 2015, il Consiglio di Stato dà ragione alla "Toscana di Navigazione" di Lauro per l'acquisizione della Toremar, ma nel marzo successivo la Regione conferma la cessione a Moby Lines.

### Controversie
Il 5 dicembre 2019 viene indagato per concorso in corruzione con Andrea Nocera, capo dell’ufficio ispettorato del ministero della Giustizia.